# В очікуванні дива (фільм, 1975)
«В очікуванні дива» (рос. «В ожидании чуда») — російський радянський художній фільм 1975 року, режисера  Слободана Косоваліча.

## Сюжет
За порадою вчителя юний математик Сашко Шмагін поїхав до Москви, щоб показати розв'язок цікавої і складної задачі вченим. Однак до професури хлопець не дійшов, а потрапивши під тимчасову опіку сім'ї лейтенанта міліції, раптом виявив, що в його розв'язку — груба помилка. У родині лейтенанта Назарова найбільше засмутилася Інна — їй дуже сподобався новий друг. Саша поїхав додому, а коли вийшов з вагона на маленькій сибірській станції, то побачив Інну…

## У ролях
- Сергій Пєтухов —  Сашко Шмагін
- Володимир Ємельянов —  Микола Хомич
- Ольга Анікіна —  Інна Назарова
- Андрій Ростоцький —  Микита
- Геннадій Юхтін —  батько Сашка
- Світлана Немоляєва —  мати Сашка
- Юрій Кузьменков —  лейтенант Назаров
- Євгенія Уралова —  мама Інни
- Олексій Золотницький —  Жуков
- Ніна Меньшикова —  екскурсовод
- Маргарита Жарова —  листоноша
- Інга Будкевич

## Знімальна група
- Автор сценарію: Йосип Ольшанський, Ніна Руднєва
- Режисер: Слободан Косоваліч
- Оператор: Віталій Гришин
- Художник:  Олександр Вагічев
- Композитор: Євген Ботяров